# Saturday Night's Alright for Fighting
«Saturday Night's Alright for Fighting» es una canción escrita e interpretada por el compositor y pianista, Elton John y su compañero letrista, Bernie Taupin, ambos de origen británico, John escribiendo la parte instrumental y Bernie las letras de la canción, fue lanzada como el primer sencillo del exitoso álbum del año 1973, Goodbye Yellow Brick Road, convirtiéndose en una de sus canciones más aclamadas y éxito, con un estilo basado en el rock and roll estadounidense.

## Composición
La canción es un animado retroceso al rock and roll temprano con un toque de glam rock. La letra habla de una noche en la ciudad en la que el narrador planea "ponerse tan aceitado como un tren diesel". Taupin ha dicho que la canción estaba destinada a ser una canción de rock and roll estadounidense ambientada en Gran Bretaña. Se inspiró en sus estridentes días de adolescencia y, en particular, en las peleas a puñetazos en su pub local, el Aston Arms en Market Rasen.

## Grabación
La canción, que muestra la forma de tocar la guitarra de Davey Johnstone, con letra de Bernie Taupin y música de John, está escrita en la clave de G mixolidio alternando con C mixolidio en el coro. Es una de las canciones más roqueras de John (similar a "Grow Some Funk of Your Own" y "The Bitch Is Back"),

## Lanzamiento
La canción fue lanzada como el primer sencillo del exitoso álbum doble de estudio, Goodbye Yellow Brick Road, con algunos segundos cortados de la canción y con dos canciones en el lado B, Jack Rabbit y Whenever You're Ready (We'll Go Steady Again), alcanzando el séptimo puesto en las listas.

### Lista de canciones
| Lado A |                                         |          |  |
| N.º    | Título                                  | Duración |  |
| 1.     | «Saturday Night's Alright for Fighting» | 4:12     |  |

| Lado B |                                                 |          |  |
| N.º    | Título                                          | Duración |  |
| 1.     | «Jack Rabbit»                                   | 1:50     |  |
| 2.     | «Whenever You're Ready (We'll Go Steady Again)» | 2:50     |  |